# 高森山 (宇和島市・西予市)
高森山（たかもりやま）は、愛媛県西予市と宇和島市にまたがる山。標高635.0m。法華津山脈に属する。
高森山の西には国道56号線が南北に通っており、その上には旧道である法華津峠がある。地元では法華津の山々と呼ばれている。また、法華津富士の名をもつ。山頂には一等三角点がある。南面の宇和海側は展望が良いが、北側は展望が利かない。

## ギャラリー

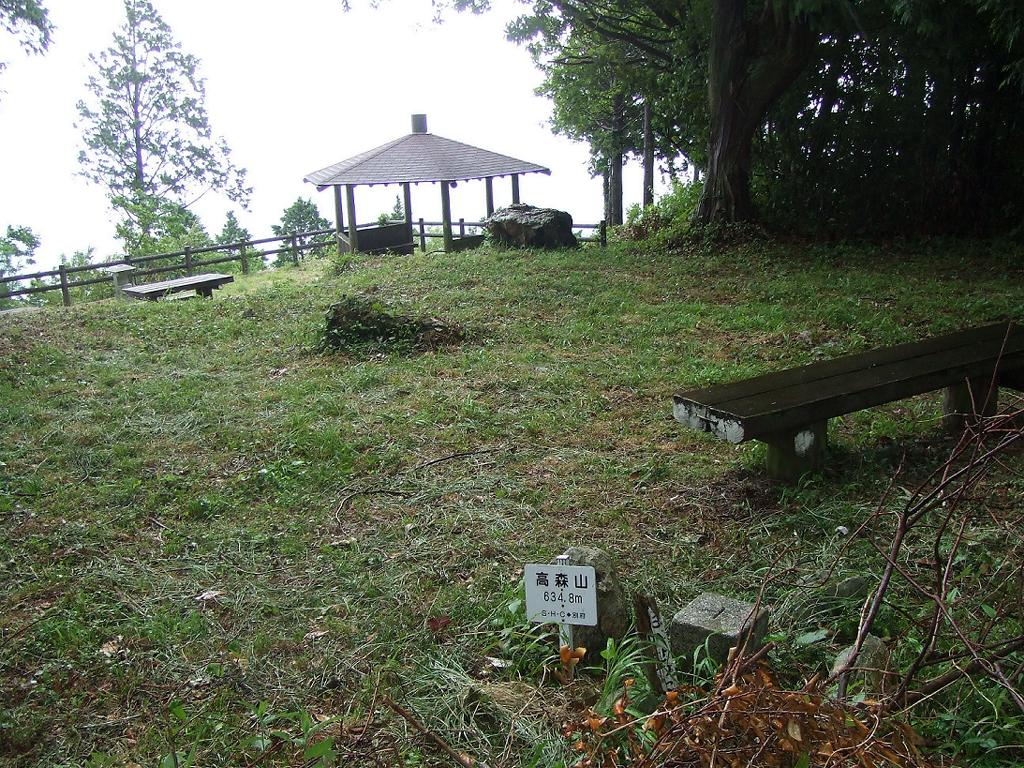
山頂
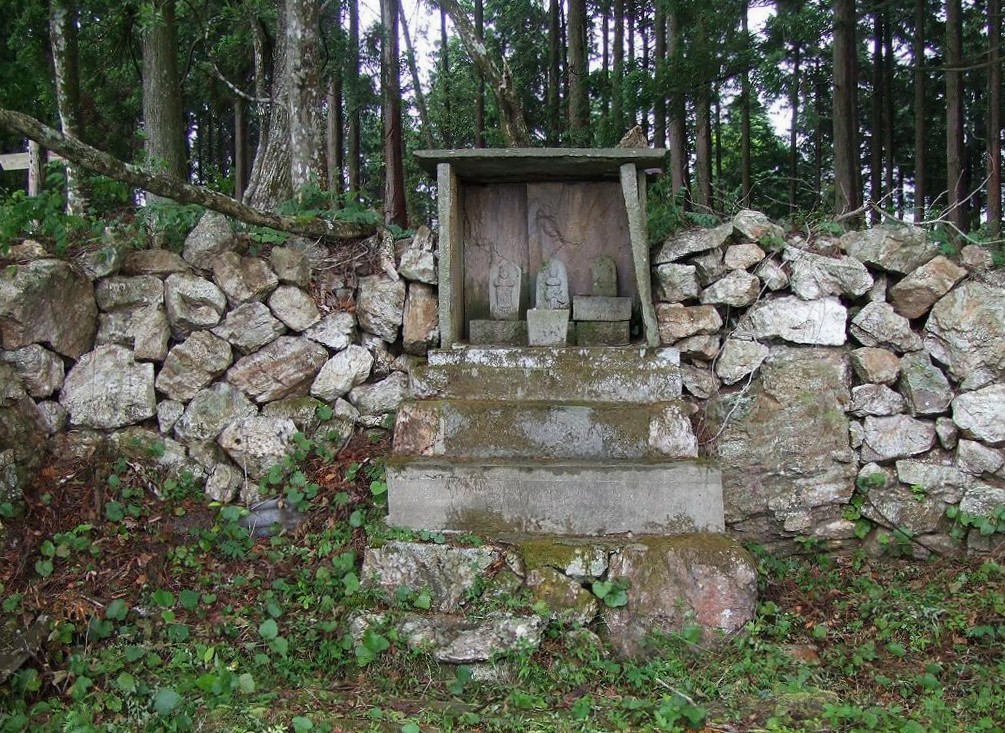
山頂にある祠
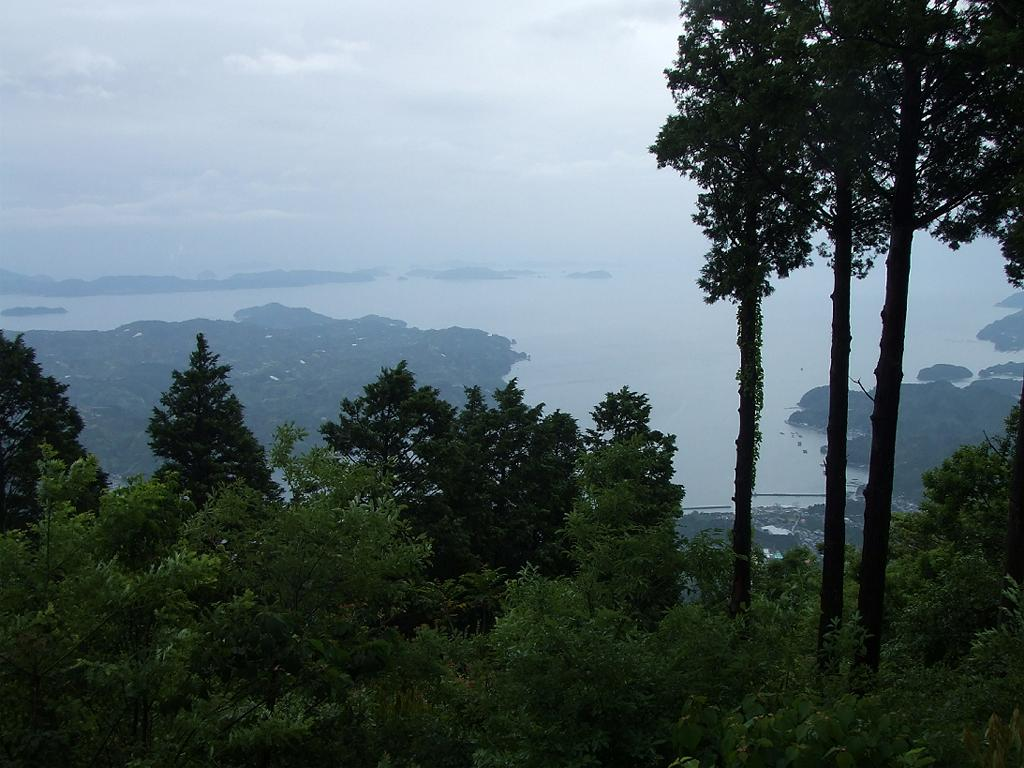
山頂から南西を望む